# Load (album)
A Load a Metallica együttes 1996-ban kiadott hatodik albuma. A lemez teljes eltávolodást hozott a „klasszikus” Metallica hangzástól, és a heavy metaltól is. Bluesos hangvételű dalok születtek, a tempóból visszavettek. Emellett a dalszövegekben erősebben megjelentek Hetfield személyes problémái, érzései - eltávolodva ezzel a korábban jellemző társadalmi és politikai témáktól. Sok régi rajongó távolodott el a zenekartól, de ezek helyébe újak érkeztek, akik ezt a lemezt (és utódját, a ReLoadot) érezték a zenekar legjobbjának, és a régi metal lemezeket nem értékelték túl nagyra. Így az album meglehetősen vegyes kritikákat kapott, és kap a mai napig.
Az album borítójának érdekes története van: Andres Serrano – aki már az 1980-as években botrányt kavart Pisschrist című „műtárgyával” (egy Jézus-szobor egy vizelettel teli üvegbe helyezve) – Blood and Semen című alkotássorozatából készült. A sorozat üveglapok közé nyomott ondó és vér keverékből készített alkotásokból áll. Ez első látásra egyáltalán nem észrevehető, sokan egész mást látnak a képeken.

## Az album készítése
A Metallica számára világsikert hozó Fekete Album után 5 évvel megjelenő lemez dalait a két fő dalszerző, James Hetfield és Lars Ulrich kezdte írni utóbbi „Dungeon” névre keresztelt házi stúdiójában. A producer az előző albumon is közreműködő Bob Rock volt. Körülbelül 30 dal született, amelyekből 14 került a Loadra, a maradékból pedig egy évvel később megjelent a Reload című lemez. A Load a Metallica leghosszabb albuma, 78 perc 59 másodperces játékidővel. Annak érdekében, hogy a CD lejátszható maradjon mindenféle lejátszóban, az utolsó számot, a The Outlaw Tornt körülbelül egy perccel meg kellett rövidíteni. A dal teljes verziója később a Memory Remains kislemezen jelent meg.
A zenekar első lemeze, melyen az aktuális basszusgitáros egyetlen számban sem szerepel társszerzőként. Sajátossága még a Loadnak, hogy minden dalt D#-re hangolva játszottak - korábban csak egy-egy dal esetében tették ezt meg.

## Dalok
1. Ain't My Bitch (Hetfield, Ulrich) – 5:04
2. 2 X 4 (Hammett, Hetfield, Ulrich) – 5:28
3. The House Jack Built (Hammett, Hetfield, Ulrich) – 6:39
4. Until It Sleeps (Hetfield, Ulrich) – 4:30
5. King Nothing (Hammett, Hetfield, Ulrich) – 5:28
6. Hero of the Day (Hammett, Hetfield, Ulrich) – 4:22
7. Bleeding Me (Hammett, Hetfield, Ulrich) – 8:18
8. Cure (Hammett, Hetfield, Ulrich) – 4:54
9. Poor Twisted Me (Hetfield, Ulrich) – 4:00
10. Wasting My Hate (Hammett, Hetfield, Ulrich) – 3:57
11. Mama Said (Hetfield, Ulrich) – 5:20
12. Thorn Within (Hammett, Hetfield, Ulrich) – 5:52
13. Ronnie (Hetfield, Ulrich) – 5:17
14. The Outlaw Torn (Hetfield, Ulrich) – 9:49

## Közreműködők
- James Hetfield – Gitár
- Lars Ulrich – Dob
- Kirk Hammett – Szólógitár
- Jason Newsted – Basszusgitár
- Bob Rock – Producer